# Оправлення

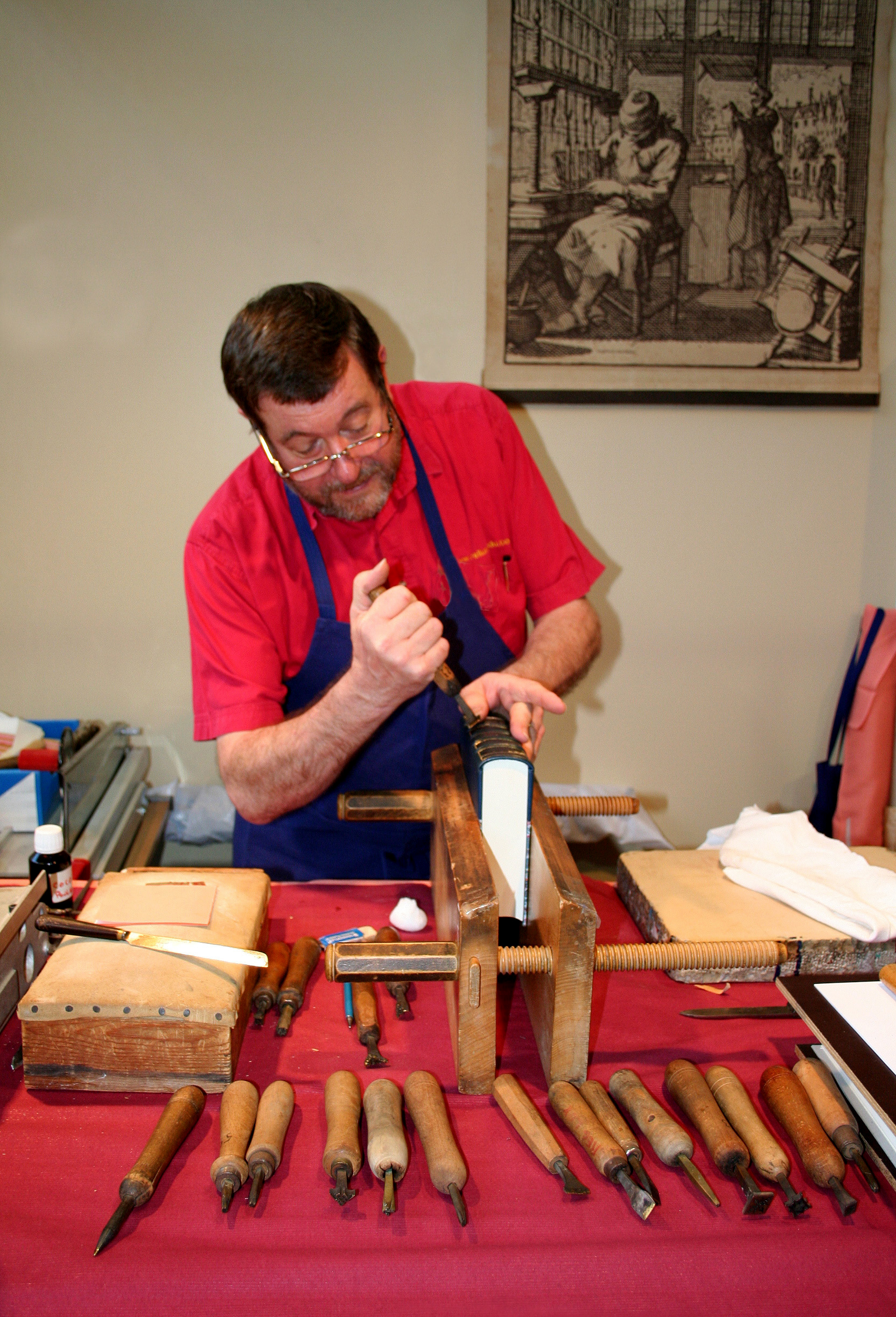
Традиційний палітурник за роботою

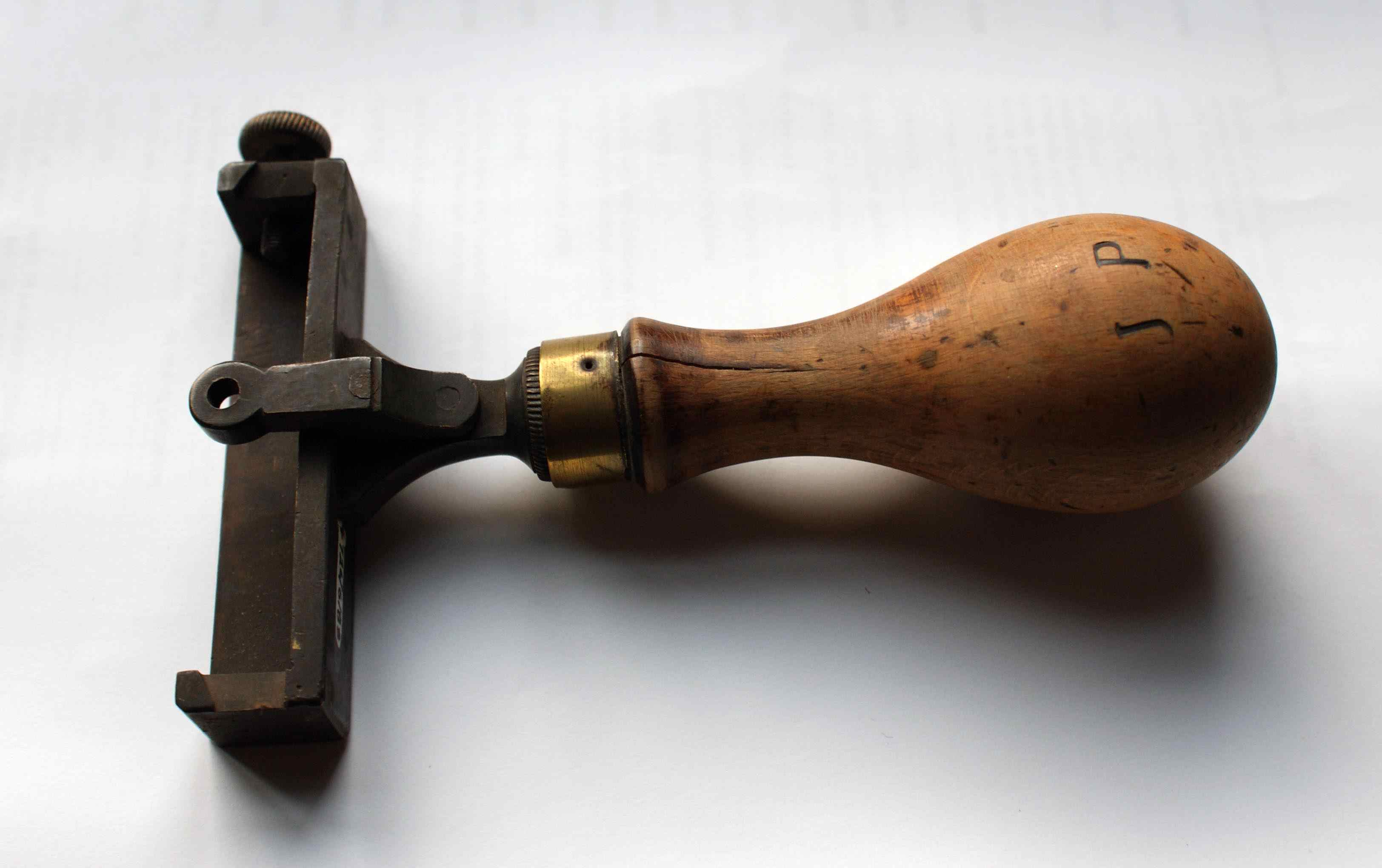
Тримач палітурного типу

Оправлення палітурки (англ. bookbinding) — процес побудови книги, як правило, у форматі кодексу, з упорядкованого стосу аркушів паперу вручну, за допомогою інструментів, або, в сучасному видавництві, за допомогою ряду автоматизованих процесів. Спочатку скріплюють аркуші паперу по краю товстою голкою і міцною ниткою. Також інколи використовують кільця з листами, зв'язувальні штифти, котушки з подвійною петлею, пластикові спіралі та пластикові гребінці, але вони менш довговічні. Далі переплетений стос паперу вкладається в обкладинку. Нарешті, на дошки наклеюють обкладинку з інформацією про видавництво та художнім супроводом.
Ринок палітурних книг поділяється на дві частини: перша — це канцелярські палітурки для книг, в яких планується писати. До них відносяться: бухгалтерські книги, ділові журнали, книги з пустими сторінками, гостьові книги, блокноти, щоденники, зошити тощо. Другий вид — високий друк і палітурка, призначена для книг, які будуть читатися. Сюди входять: бібліотечна та видавнича палітурки.
Кожен вид палітурки виконує три функції: з'єднує паперові аркуші в книжковий блок, обклеює та захищає зшиті сторінки, маркує та прикрашає обкладинку видання.

## Опис ремесла
Готова книга потребує багато етапів підготовки. Зазвичай це залежить від необхідних матеріалів та макету книги. Палітурна справа поєднує в собі навички папероробства, текстильного та шкіряного ремесел, моделювання та графічного дизайну. Палітурна справа — це одночасно і творче ремесло, і промисловий процес, що відбувається на фабриці.

## Історія

### Витоки книги
Письменники елліністично-римської культури писали довгі тексти у вигляді сувоїв. Їх зберігали в ящиках або стелажах з невеликими отворами, подібними до сучасної полиці для вина. Судові протоколи та нотатки писали на воскових табличках, а важливі документи — на папірусі чи пергаменті. Сучасне англійське слово «книга» походить від протогерманського *bokiz, що стосується букового дерева, на якому були записані ранні письмові твори.
Книга не була потрібна в давні часи, оскільки багато ранніх грецьких текстів — сувоїв — мали 30 сторінок, які зазвичай складалися гармошкою, щоб поміститися в руку. Римські твори часто були довшими, налічуючи сотні сторінок. Давньогрецьке слово «книга» було tome, що означає «вирізати». Єгипетська Книга мертвих мала довжину 200 сторінок і використовувалася в похоронах померлих. Сувої Тори, видання перших п'яти книг Старого Заповіту, відомі як ізраїльська (або єврейська) Біблія, були — і залишаються — також зберігалися в спеціальних тримачах під час читання.
Сувої можна згортати двома способами. Перший варіант полягає в тому, щоб намотати сувій на одну серцевину, подібно до сучасних рулонів паперових рушників. Хоча одноядерні сувої легко виготовляти, їхній недолік полягає в тому, що для читання тексту наприкінці потрібно розмотати весь сувій. Другий метод частково розв'язує цю проблему, оскільки передбачає використання двох серцевин, як у Торі. Завдяки цьому методу можна отримати доступ до тексту з обох кінців сувою, залишаючи інші частини накрученими. Однак сувої все одно залишаються послідовними носіями: щоб дістатися до потрібної частини тексту, доведеться розмотати й перегорнути інші частини сувою.

### Ранні формати книг

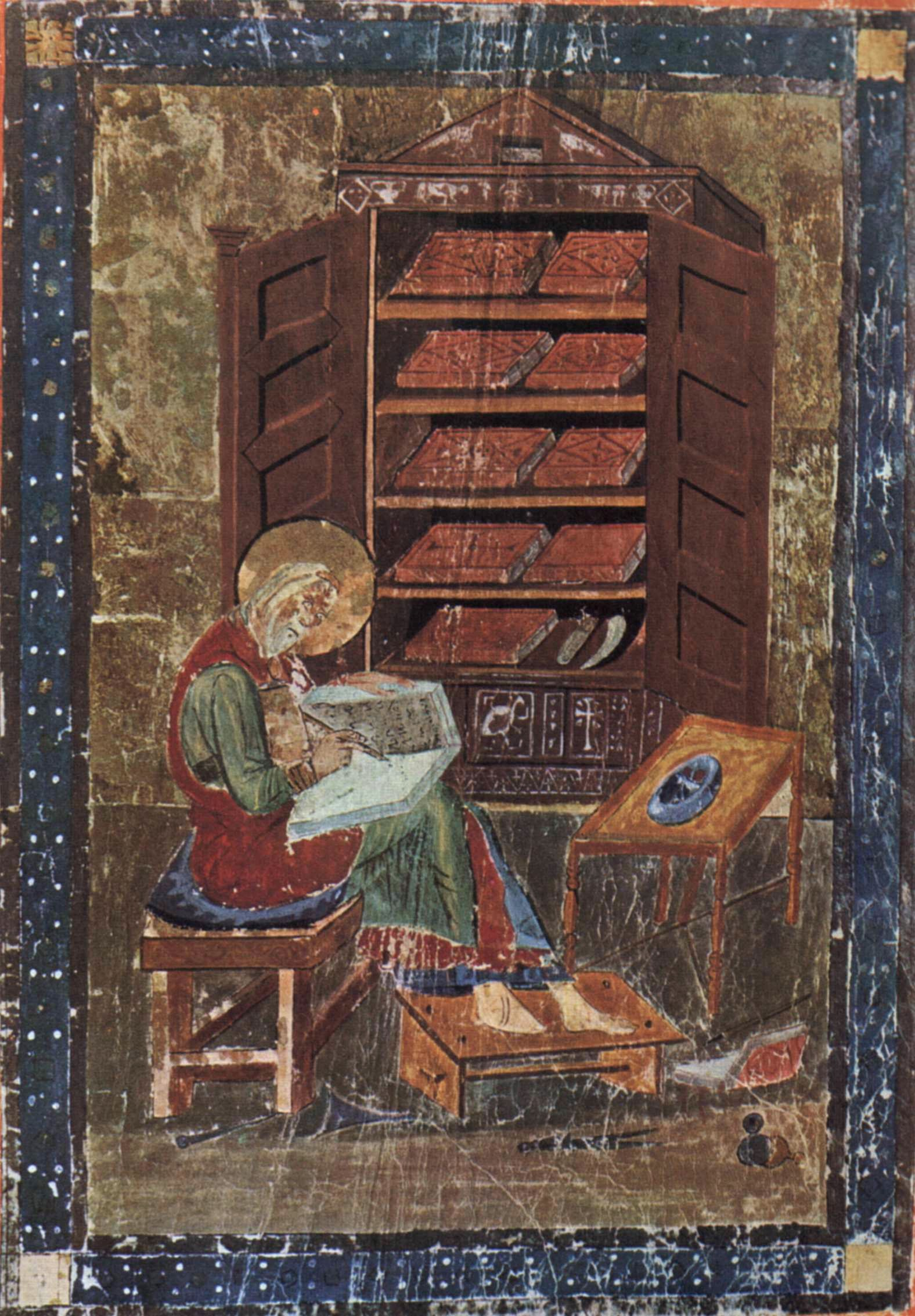
Книжкова шафа раннього середньовіччя, що містить близько десяти кодексів, зображених у Codex Amiatinus (прибл. 700)

Окрім сувою, в античності як поверхню для письма зазвичай використовували воскові таблички. Формати диптихів і пізніших поліптихів часто шарнірно з'єднували вздовж одного краю, подібно до корінця сучасних книг, а також у форматі складної концертини. Такий набір простих дерев'яних дощок, зшитих між собою, римляни називали кодексом — від лат. caudex, що означає «стовбур» дерева, приблизно в першому столітті нашої ери. Два стародавні поліптихи, пентаптих і октоптих, розкопані в Геркуланумі, використовували унікальну систему з'єднання, яка передвіщає пізніше шиття на ремінцях або шнурах.
На рубежі першого століття з'явився різновид складеного пергаментного зошита під назвою pugillares membranei на латині, став широко використовуватися для письма по всій Римській імперії. Цей термін використовував римський поет Марціал. Марціал використав цей термін стосовно літературних подарунків, якими римляни обмінювалися під час свята Сатурналії. За словами Т. К. Скіта, «принаймні в трьох випадках і, ймовірно, у всіх, у формі кодексів», і він припустив, що цю форму зошита винайшли в Римі, а потім «швидко поширилися на Близький Схід». У своєму обговоренні одного з найдавніших язичницьких пергаментних кодексів, які збереглися з Оксирінха в Єгипті, Ерік Тернер, здається, кидає виклик ідеї Скіта, заявляючи, що «саме його існування є доказом того, що ця форма книги мала передісторію» і що «ранні експерименти з цією формою книги цілком могло відбутися за межами Єгипту».

### Розвиток

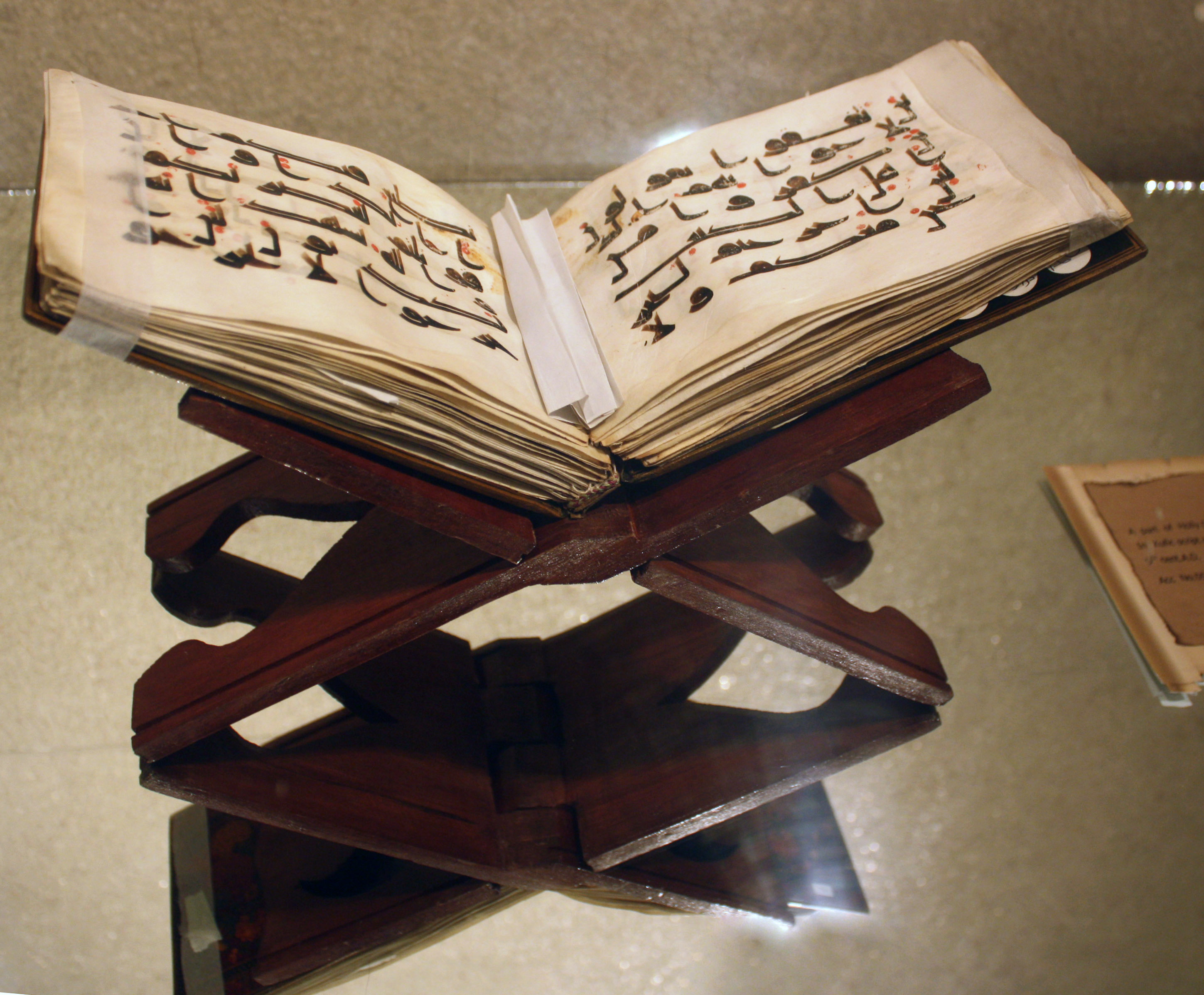
Коран 9-го століття в музеї Рези Аббасі

Книга у стилі кодексу, в якій використовуються аркуші папірусу або пергаменту (до поширення китайського виробництва паперу за межі імперського Китаю), була винайдена в Римській імперії в I столітті нашої ери. Вперше описаний поетом Марціалом із римської Іспанії, він значною мірою замінив попередні засоби письма, такі як воскові таблички та сувої, до 300 року нашої ери. До VI століття нашої ери сувій і воскову табличку в західному світі були повністю замінені кодексом.
Західні книги, починаючи з п'ятого століття були переплетені між твердими обкладинками, сторінки з пергаменту були складені та пришиті до міцних шнурів або зв'язок, які були прикріплені до дерев'яних дощок і обтягнуті шкірою. Оскільки перші книги писалися виключно від руки на матеріалах ручної роботи, розміри та стилі значно відрізнялися, і не існувало стандарту одноманітності. Ранні та середньовічні кодекси були переплетені плоскими корінцями, і лише в п'ятнадцятому столітті книги почали мати округлі корінці, які сьогодні схожі на тверді палітурки. Оскільки пергамент ранніх книг реагував на вологість розбуханням, у результаті чого книга набувала характерної клиновидної форми, дерев'яні обкладинки середньовічних книг часто закріплювали ремінцями або застібками. Ці ремінці разом із металевими вставками на обкладинках книги, які тримають її піднятою від поверхні, на якій вона лежить, спільно відомі як меблі.

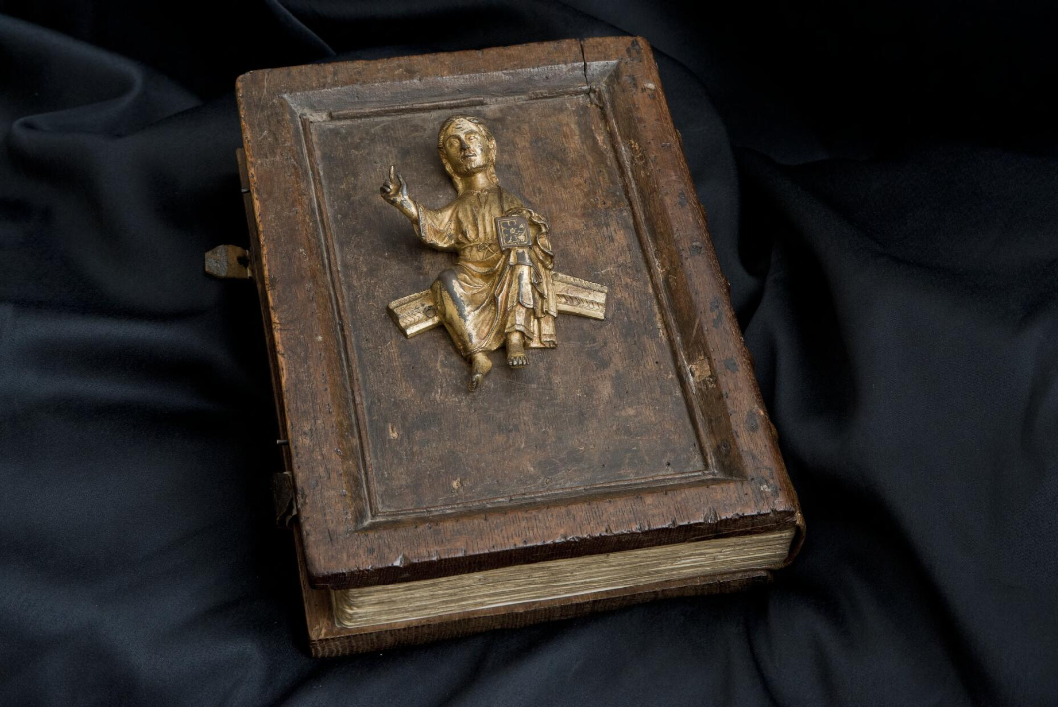
Декоративна палітурка з головою рукопису Liber Landavensis XII століття

Найдавнішим збереженим європейським палітурником є Євангеліє Святого Катберта приблизно 700 р., виготовлене з червоної козячої шкіри, яке зараз знаходиться в Британській бібліотеці, прикраса якого включає рельєфні візерунки та кольорові орнаменти. Дуже величні рукописи для літургійного, а не бібліотечного використання мали металеві обкладинки, які називалися палітурками для скарбів, часто всіяні дорогоцінним камінням і включали рельєфні панелі зі слонової кістки або елементи емалі. Дуже небагато з них збереглися неушкодженими, оскільки вони були розбиті через дорогоцінні матеріали, але достатня кількість панелей зі слонової кістки збереглася, оскільки їх було важко переробити; розділені панелі з Codex Aureus Лорша є одними з найбільш помітних. Віденське коронаційне Євангеліє VIII століття було покрито новою золотою рельєфною обкладинкою приблизно в 1500 році, а Ліндауське Євангеліє (нині Бібліотека Моргана, Нью-Йорк) має оригінальну обкладинку приблизно з 800 року.

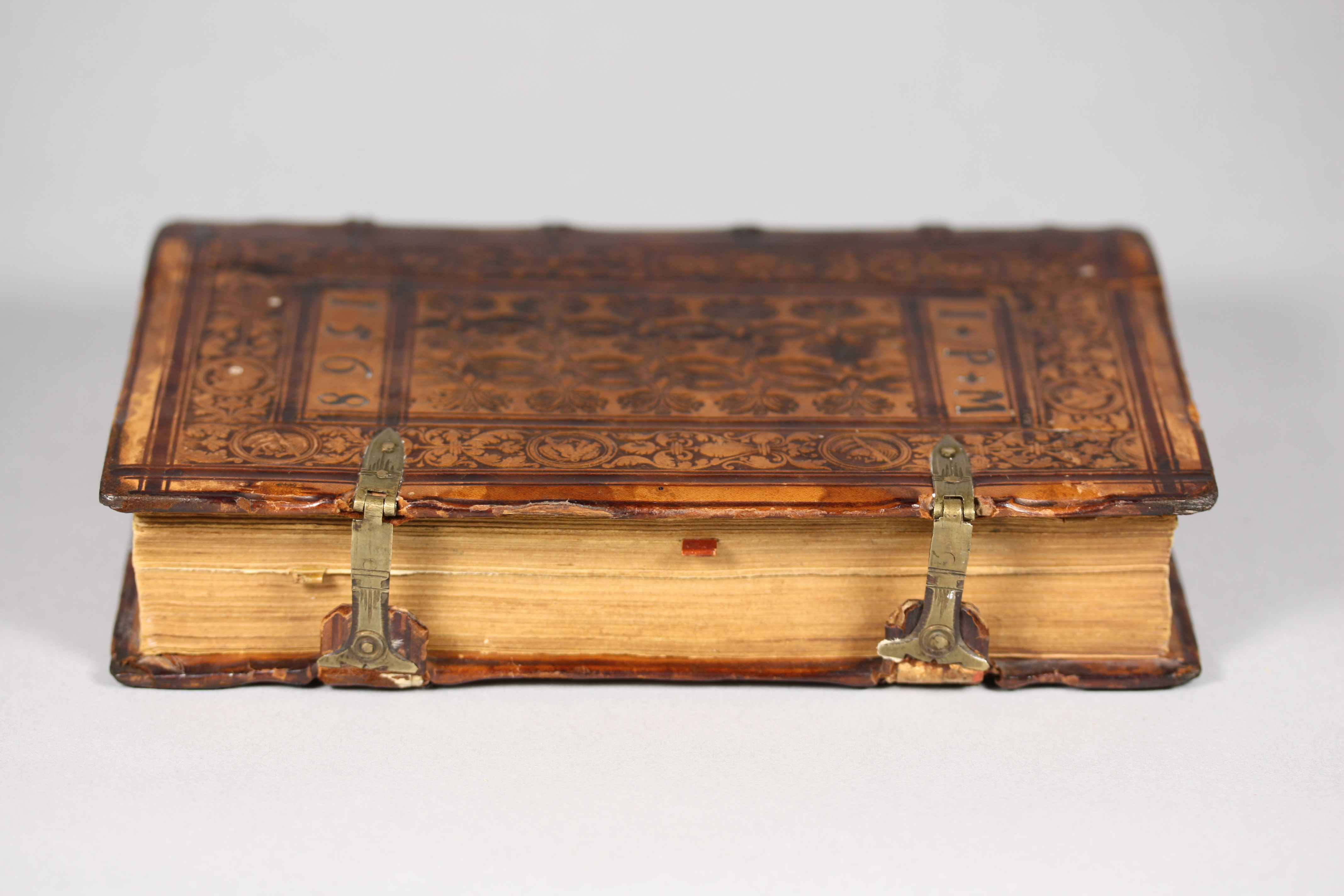
Саммельбанд із трьох алхімічних трактатів, переплетених у Страсбурзі Самуелем Еммелем прибл. 1568, де зображено металеві застібки та шкіряне покриття дощок

Розкішні середньовічні книги для бібліотеки мали шкіряні палітурки, прикрашені, часто всюди, інструментами (врізними лініями або візерунками), сліпими штампами та часто невеликими металевими предметами меблів. Середньовічні марки зображували тварин і фігури, а також рослинні та геометричні візерунки, які пізніше домінували в оформленні обкладинок книг. До кінця епохи книги зазвичай не стояли на полицях сучасним способом. Найбільш функціональні книги були переплетені простим білим пергаментом на дошках і мали коротку назву, написану від руки на корінці. Техніка кріплення сусального золота під інструментами та марками була імпортована з ісламського світу в 15 столітті, і після цього шкіряні палітурки із золотими інструментами залишалися традиційним вибором високоякісних палітурок для колекціонерів, хоча дешевші палітурки, для виготовлення яких використовувалося лише золото. заголовок на корінці або взагалі не зустрічався завжди частіше. Хоча поява друкованої книги значно збільшила кількість книг, випущених у Європі, сама по собі це не змінило різноманітних стилів палітурки, за винятком того, що пергамент став використовуватися набагато менше. 

### Введення паперу
Попри те, що грубий конопляний папір існував у Китаї в період Західної Хань (202 р. до н. е.—9 р. н. е.), китайський придворний євнух Цай Лунь (прибл. 50—121 рр. н. е.) запровадив перше значне вдосконалення та стандартизацію виробництва паперу шляхом додавання до його складу нових важливих матеріалів.

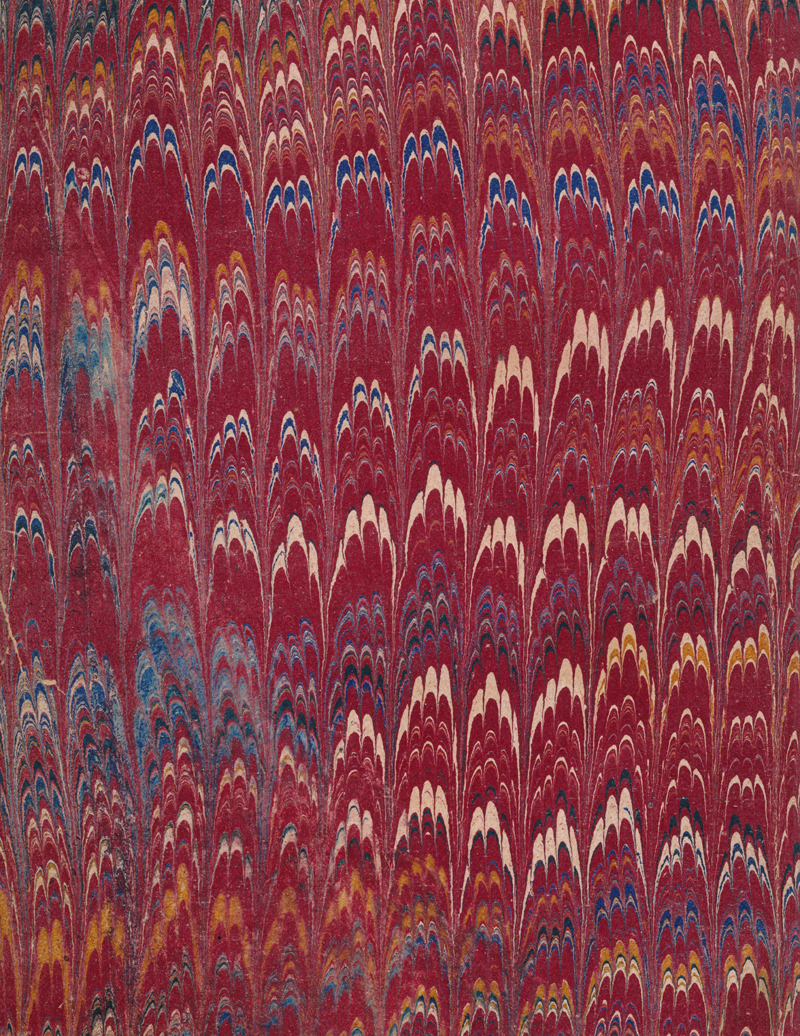
Мармурова книжкова дошка з книги, виданої в Лондоні в 1872 році

З появою (зі Сходу) виробництва ганчіркового паперу в Європі в пізньому середньовіччі та використанням друкарського верстата, починаючи з середини XV століття, палітурна справа почала дещо стандартизуватися, але розміри сторінок все ще значно відрізнялися. Паперове листя також означало, що важкі дерев'яні дошки та металеві меблі більше не потрібні, щоб зберігати книги закритими, що дозволило використовувати набагато легші картонні палітурки. Практика заокруглення та підкладки корінців книг для створення суцільної, гладкої поверхні та «плечей», що підтримують текстовий блок на його обкладинках, сприяла вертикальному зберіганню книг і заголовкам на корінці. Це стало звичайною практикою наприкінці XVI століття, але постійно практикувалося в Римі ще в 1520-х роках.
На початку шістнадцятого століття італійський друкар Альдус Мануцій зрозумів, що особисті книги повинні поміщатися в сідельні сумки, і тому випустив книги меншого формату кварто (¼ сторінки) і октаво (⅛ сторінки).
Зменшення вартості книг сприяло створенню дешевих легких Біблій, виготовлених із тонкого, як цигарковий, оксфордського паперу, з обкладинками для дискет, які нагадували ранні арабські Корани, дозволяючи місіонерам брати з собою портативні книги по всьому світу, а сучасні клеї для дерева дозволили додати м'яку палітурку. обкладинки до простих клейових палітурок.

### Форми палітурки книг
Особливості історії палітурних способів:
- Коптська палітурка: метод зшивання аркушів/сторінок
- Ефіопська палітурка
- Довгострочна палітурка
- Ісламська обкладинка має клапан на задній обкладинці, який закриває передню частину, коли книга закрита[16].
- Палітурка з дерев'яної дошки
- М'яка палітурка
- Теляча палітурка («шкіряна палітурка»)
- Паперова палітурка
- Внутрішня тканинна палітурка
- Обшивка з тканини
- Вишита палітурка[17].
- Брадельська палітурка
- Традиційна китайська та корейська палітурка та японська палітурка
- Обв'язка поясом
- Антроподермічна бібліопегія (рідкісна) палітурка в людській шкірі.
- Секретна бельгійська палітурка (або «перехресна палітурка»), винайдена в 1986 році[18].

## Сучасна комерційна палітурка
Протягом кількох сотень років, нагадує нам Бернард Міддлтон, більшість щойно опублікованих книг продавалися з індивідуальними або тимчасовими палітурками. Сьогодні використовуються різні комерційні методи. Сьогодні більшість комерційно випущених книг належать до однієї з чотирьох категорій:

### Тверда палітурка

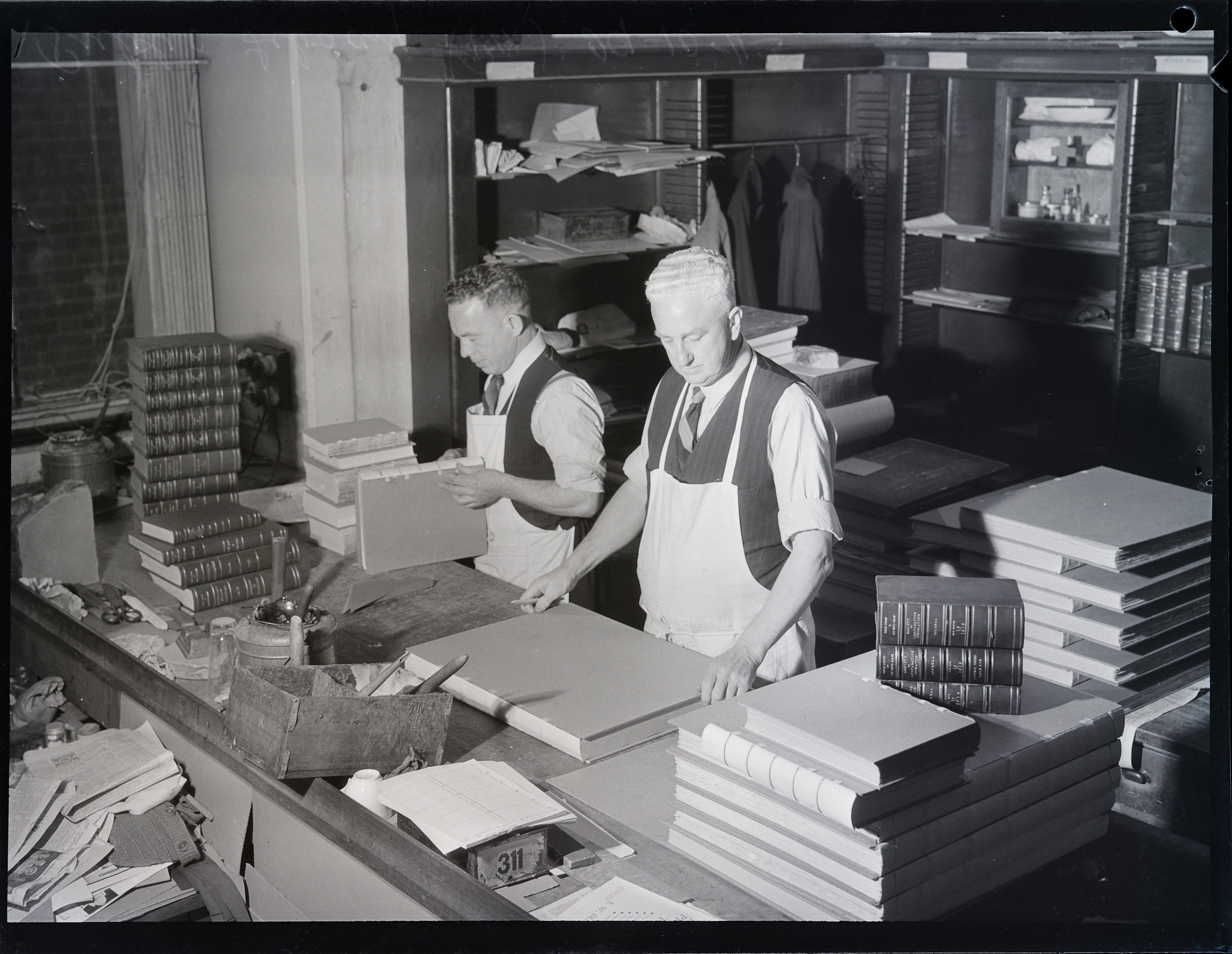
Реставратори книг у Державній бібліотеці Нового Південного Уельсу, 1943 рік

Книга у твердій обкладинці має жорстку палітурку та прошита в корінці. Дивлячись зверху на корінець, можна побачити, що книга складається з окремих зошитів, скріплених разом. Коли книга відкрита в середині зошиту, можна побачити нитки палітурки. Зошит у твердій палітурці зазвичай октаво (один аркуш, складений утричі), хоча вони також можуть бути фоліо, кварто або 1/16 (див. розмір книги). Незвичайно великі та важкі книги іноді перев'язують дротом.
Арчибальду Лейтону, як правило, приписують запровадження бавовняної книжкової тканини для оптової палітурної торгівлі, що мало велике значення для економіки та глобального розширення продажів книг у 19 столітті. Новий матеріал був набагато довше, ніж паперові «дошки», і значно дешевший, ніж більш елегантні шкіряні палітурки. З плином століття з'явилися високоякісні обкладинки масового виробництва, часто з яскравими кольорами та текстурою, представлені Archibald Winterbottom Sons, які домінували в палітурній справі протягом століття.
До середини 20-го сторіччя обкладинки масово випущених книжок покривали книжковою тканиною, але з того часу більшість видавців взяли на озброєння clothette, різновид фактурного паперу, який трохи нагадує тканину, але її легко відрізнити при уважному огляді. Більшість книжок у тканинних палітурках тепер складаються з обкладинок наполовину, тканина покриває лише корінець. У цьому випадку обкладинка має паперовий нахлест. Обкладинки сучасних книг у твердій палітурці виготовляють із щільного картону.
Деякі книжки, що вийшли в середині XX століття з підписом, з'являються в передрукованих виданнях у склеєних виданнях. Копії таких книг, зшиті в оригінальному форматі, часто важко знайти, і вони дуже затребувані як з естетичних, так і з практичних причин.
Різновидом твердої обкладинки, який є більш міцним, є теляча палітурка, де обкладинка наполовину або повністю одягнена шкірою, зазвичай із телячої шкіри. Його також називають повним або просто шкіряним палітуркою.
Бібліотечний палітурник — це палітурка в твердій палітурці книг, призначених для суворого використання в бібліотеці, і це переважно серійні видання та видання в м'якій палітурці. Попри те, що багато видавництв почали надавати видання «бібліотечної палітурки», багато бібліотек вирішують купувати книжки в м'якій обкладинці та зберігати їх у твердих палітурках для довшого терміну служби.

#### Методи
Існує кілька способів переплетення книг у твердій палітурці. Серед тих, що все ще використовуються:
1. Палітурка — це найпоширеніший спосіб виготовлення книг у твердій обкладинці. Сторінки формуються у підписи, які склеюються разом, утворюючи «текстовий блок». Потім цей блок приєднується до обкладинки, виготовленої з картону, покритого папером, тканиною, вінілом або шкірою. Така палітурка також відома як тканинна або видавнича. Палітурка типу Overwing починається з окремих аркушів, які скріплюються разом. По краю підпису робляться невеликі отвори, через які сторінки зшиваються замковими стібками для формування текстового блоку. Цей спосіб є дуже міцним і підходить для книг до п'яти дюймів товщиною, але він зменшує поля і не дозволяє книзі повністю відкриватися. Шиття через згин, також відоме як шиття Сміта, вважається «золотим стандартом» палітурки. Підписи складаються і прошиваються через згин, утворюючи текстовий блок. Ці книги мають широкі поля та можуть відкриватися абсолютно пласко, а сторінки міцно закріплені. Клейка палітурка подвійним віялом починається з окремих сторінок, на краї яких наносять тонкий шар клею, після чого вони вирівнюються в текстовий блок і скріплюються тканиною. Цей метод дозволяє книгам відкриватися пласко, але через зношування клей може втрачати свою ефективність, і сторінки можуть відклеїтися.

### Пробийте та перев'яжіть

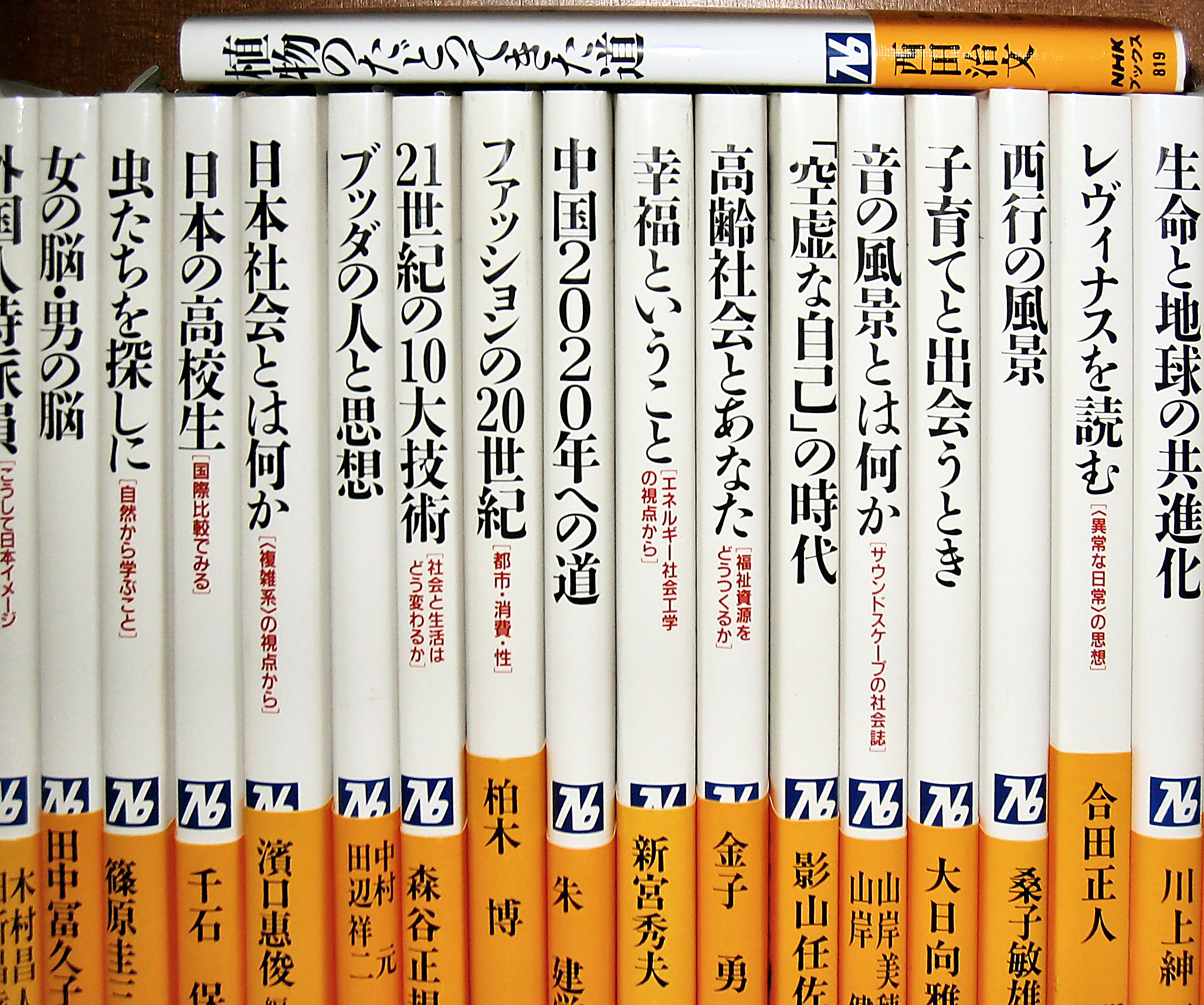
Сучасні корінці в м'якій обкладинці

Нижче наведено різні типи перев'язування з перфорацією та перев'язуванням :
1. Палітурка подвійним дротом, подвійною петлею або дротом-O — це тип палітурки, який використовується для книг, які можна переглядати чи читати в офісі чи вдома. Зв'язування передбачає використання С-подібного дротяного хребта, який стискається в круглу форму за допомогою пристрою для змикання дроту. Подвійний дротяний палітурник дозволяє книгам мати плавний перехід і доступний у багатьох кольорах. Ця палітурка чудово підходить для річних звітів, інструкцій з експлуатації та програмного забезпечення. Книги в дротяній палітурці складаються з окремих аркушів, кожен з яких має ряд круглих або квадратних отворів на краю палітурки. Цей тип зв'язування використовує шаблон отворів із кроком 3:1 із трьома отворами на дюйм або візерунок з кроком 2:1 із двома отворами на дюйм. Схема отворів 3:1 використовується для невеликих книг діаметром до 9/16 дюймів, тоді як схема 2:1 зазвичай використовується для товстіших книг, оскільки отвори трохи більші, щоб вмістити трохи товстіший і міцніший дріт. Після пробивання Потім задня обкладинка кладеться на передню обкладинку, щоб вставити дротяні елементи (подвійний петлевий дріт). дріт у «доводчик», який в основному є лещатами, які затискають дріт і надають йому круглу форму. Тоді задню сторінку можна повернути назад у правильне положення, таким чином приховавши корінець книги.

1. Для скріплення гребінцем використовується візерунок прямокутних отворів із кроком 9/16 дюймів, пробитих біля переплетеного краю. Через щілини подається скручений пластиковий «гребінець», який утримує аркуші разом. Гребінчаста палітурка дозволяє розібрати та зібрати книгу вручну без пошкоджень. Засоби для гребінців зазвичай доступні в широкому діапазоні кольорів і діаметрів. Самі матеріали можуть бути використані повторно або перероблені. У Сполучених Штатах гребінчасте палітурування часто називають 19-кільцевим палітуруванням, оскільки воно використовує загалом 19 отворів уздовж 11-дюймової сторони аркуша паперу.
2. VeloBind використовується для постійного з'єднання сторінок за допомогою пластикової смужки на передній і задній сторонах документа. Аркуші для документа пробиті лінією отворів біля скріпленого краю. Ряд шпильок, прикріплених до пластикової стрічки, яка називається гребінцем, проходить через отвори на іншу сторону, а потім проходить через іншу пластикову стрічку, яка називається приймальною стрічкою. Зайва частина шпильок відрізається, а пластик термозварюється для створення відносно плоского методу зв'язування. VeloBind забезпечує більш стійке зв'язування, ніж гребінчасте, але в основному використовується для ділових і юридичних презентацій і невеликих публікацій.
3. Палітурка по спіралі є найбільш економною формою механічної палітурки при використанні пластику або металу. Зазвичай використовується для атласів та інші публікації, де необхідно або бажано, щоб публікація відкривалася назад, не ламаючи та не пошкоджуючи корінець. Існує кілька різних різновидів, хоча всі вони виготовляються за основним принципом дротяної спіралі, яка намотується через низку отворів, пробитих уздовж корінця книги, забезпечуючи петлі більший ступінь гнучкості.
4. Спіральна палітурка використовує кілька різних шаблонів отворів для палітурки документів. Найпоширенішим шаблоном отворів є крок 4:1 (4 отвори на дюйм). Однак спіральні спіралі також доступні для використання з візерунками з кроком 3:1, кроком 5:1 і 0,400 отворів.